# Alphonse Allais

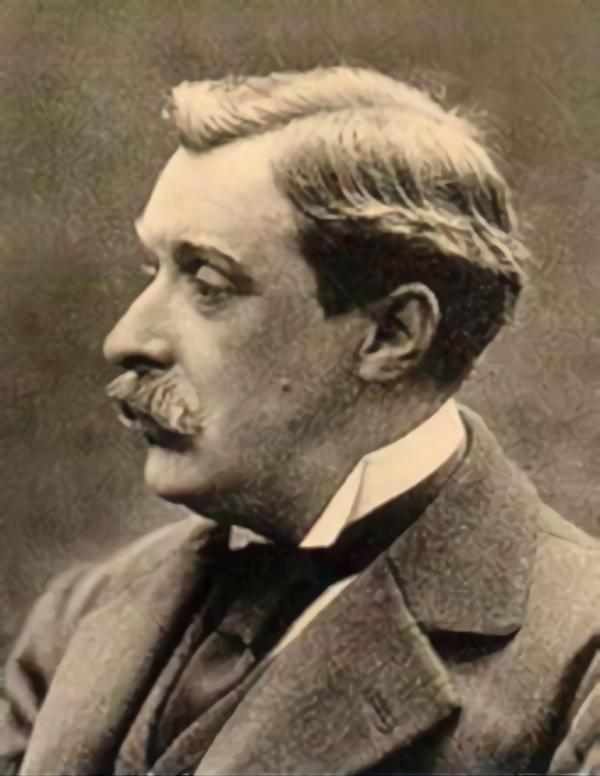
Alphonse Allais

Alphonse Allais (Honfleur, 20 d'octubre de 1854 - París, 28 d'octubre de 1905) fou un humorista i escriptor francès.

## Vida
Famós pel seu humor negre i acerb, Allais també era un especialista de l'absurd. Va formar part de moviment fumista, pintant i escrivint obres absurdes, com la seva tela Collita de tomàquets a la vora del mar vermell per cardinals apoplèctics, o la seva composició musical Marxa fúnebre per als funerals d'un gran home sord, sense cap so, ja que "Els grans dolors són muts". El 1905 s'assabentà que tenia una malaltia greu, i el seu metge li recomana quedar-se al llit durant sis mesos. Ignorà la prescripció, i continua anant al bar com cada dia; a un amic seu que l'acompanyava li digué "Seré mort! Us fa riure, però a mi no! Demà seré mort!". I efectivament, l'endemà, 28 d'octubre, moria.

## Curiositats
L'any 1944 el seu cementiri és destruït per la Royal Air Force.
L'Associació dels Amics d'Alphonse Allais (AAAA) és un grup de persones a qui agrada l'humor d'Alphonse Allais. El seu lloc de trobada és el petit museu d'Alphonse, a la casa on va néixer. També existeixen els AAA, l'Acadèmia d'Alphonse Allais.